# Теорія груп

Всі повороти кубика Рубика складають групу.

Теорія груп — розділ математики, який вивчає властивості груп. Група — це алгебраїчна структура з двомісною операцією, і для цієї операції виконуються такі властивості: асоціативність, існування нейтрального елемента, існування оберненого елемента.
Поняття групи є узагальненням понять група симетрій, група перестановок.
Часто група може являти собою множину всіх перетворень (симетрій) деякої структури, оскільки результатом послідовного застосування двох перетворень (композицією) буде знову деяке перетворення, також можливі обернені перетворення, нейтральним елементом вважається відсутність перетворень.
Наприклад, в кубика Рубика множина всіх трансформацій (що можливі за рахунок повороту граней) є групою, оскільки дві послідовні трансформації утворюють нову трансформацію, для кожної трансформації існує обернена, нейтральний елемент — відсутність трансформацій.
Особливу корисність абстрактне поняття групи отримує завдяки властивості гомоморфізму, тобто такому зв'язку між різними групами, при якому групова операція зберігається. Гомоморфні групи різноманітної природи мають однакові властивості, і вивчення однієї групи можна замінити вивченням іншої. Наприклад, група поворотів тривимірного тіла гомоморфна групі спеціальних ортогональних матриць 3x3, груповою операцією якої є множення матриць (див. Матриці повороту). Завдяки гомоморфізму теорія груп знайшла широке застосування в різноманітних галузях математики й фізики, оскільки дозволяє виділити спільні риси в об'єктах дуже різноманітної природи.

## Історія
Теорія груп сформувалася в XIX столітті. Вона має три історичні корені: теорія алгебраїчних рівнять, теорія чисел та геометрія.
Основною задачею алгебри до XIX століття було розв'язання алгебраїчних рівнянь. В епоху Відродження були знайдені формули для розв'язку рівнянь третього та четвертого степенів. Були прикладені значні зусилля для пошуку формул для рівнянь п'ятого та вищих степенів, але понад два століття пошуків не дали бажаного результату. У 1770 Жозеф-Луї Лагранж та Александр Вандермонд помітили, що розв'язність рівняння зводиться до вивчення перестановок з його коренів. З 1799 Паоло Руффіні в низці робіт, присвячених цій темі, описав групу перестановок з п'яти елементів. У 1824 Нільс Абель довів теорему, що для рівнянь п'ятого і вищих степенів не існує загальної формули, що виражатиме корені через коефіцієнти в радикалах (теорема Абеля—Руффіні). Загальний розв'язок проблеми розв'язності алгебраїчних рівнянь отримав Еварист Галуа в 1830. Саме Галуа запровадив у своїх роботах термін «група» і почав використовувати властивості груп.
У геометрії в XIX столітті викликали інтерес геометричні перетворення. Їх вивчав, зокрема, Август Мебіус. Детальну класифікацію геометричних перетворень провів у 1854 Артур Келі. Він користувався терміном «група», використовував таблиці множення (таблиці Келі) і довів що скінченну групу можна представити перестановками. У ерлангенській програмі Фелікса Клейна (1872) вивчення геометрії було пов'язано з вивченням відповідних груп перетворень. Наприклад, якщо задані фігури на площині, то групою рухів з'ясовується їхня рівність.
Третій історичний шлях до теорії груп лежав через теорію чисел. Значний внесок у становлення групового підходу до теорії чисел зробили Леонард Ейлер, який вивчав остачі від ділення степенів, Гаус, який цікавився пошуком коренів рівняння хn-1=0 для побудови правильних многокутників та Леопольд Кронекер, який працював над вивченням скінченних абелевих груп, застосовуючи мову теорії чисел.
На початку XX століття теорією груп займались Софус Лі, Давид Гільберт, Еммі Нетер, Еміль Артін, Людвиг Сілов.

## Визначення групи
Групою називається множина G, на якій визначена бінарна операція {\displaystyle G\times G\to G}, що звичайно називається множенням і позначається {\displaystyle (a,b)\to a\cdot b} або {\displaystyle \ (a,b)\to ab} і має такі властивості:
- Асоціативність: для довільних елементів a, b, c групи G виконується {\displaystyle \ a(bc)=(ab)c}
- Існування нейтрального елемента: існує елемент e такий, що для кожного елемента a групи G виконується {\displaystyle \ ea=ae=a}
- Існування оберненого елемента: для кожного елемента a групи існує елемент {\displaystyle a^{-1}} такий, що {\displaystyle a^{-1}a=aa^{-1}=e}.

Якщо операція має властивість комутативності, то вона називається абелевою.

Ілюстрація композиції

Нехай {\displaystyle \varphi } та {\displaystyle \psi } - дві операції перетворення. Якщо виконати послідовно перетворення {\displaystyle \psi }, а потім {\displaystyle \varphi }, в результаті кожний елемент {\displaystyle a} множини {\displaystyle X} спочатку перейде у елемент {\displaystyle b=\psi (a)}, а потім елемент {\displaystyle b} перейде у елемент {\displaystyle c=\varphi (b),} або, що те саме, у елемент {\displaystyle c=\varphi [\psi (a)].} В результаті отримане відображення множини {\displaystyle X} у себе, {\displaystyle a\to \varphi [\psi (a)].} Оскільки {\displaystyle \varphi } - перетворення, то у елемент {\displaystyle c} при перетворенні {\displaystyle \varphi } може перейти лише один елемент {\displaystyle b}, а оскільки {\displaystyle \psi } також є перетворенням, у елемент {\displaystyle b} за перетворення {\displaystyle \psi } переходить лише елемент {\displaystyle a}. Тому відображення {\displaystyle a\to \varphi [\psi (a)]} є перетворенням множини {\displaystyle X}, яке називається композицією перетворень {\displaystyle \varphi } та {\displaystyle \psi } й позначається {\displaystyle \varphi \circ \psi .} Таким чином, за перетворення {\displaystyle \varphi \circ \psi } кожний елемент {\displaystyle a} переходить у елемент {\displaystyle \varphi [\psi (a)]:}
{\displaystyle (\varphi \circ \psi )(a)=\varphi [\psi (a)].}
Це можна зобразити наступним чином: {\displaystyle a{\overset {\psi }{\to }}b{\overset {\varphi }{\to }}c.} Композиція перетворень нагадує операцію добутку чисел: як і добуток чисел, композиція має властивість асоціативності.

## Геометричні перетворення
Геометричне перетворення - бієкція {\displaystyle f} множини {\displaystyle \Pi } точок площини на себе (розглядають й геометричне перетворення усього простору). Оскільки {\displaystyle \Pi } - множина нескінченна, геометричні перетворення не можна задавати таблицями. Часто їх задають формулами, які виражають координати {\displaystyle x'} та {\displaystyle y'} точки {\displaystyle f(M)} через координати {\displaystyle x} та {\displaystyle y} точки {\displaystyle M.} У загальному випадку ці формули записують наступним чином:
{\displaystyle {\begin{cases}x'=\varphi (x,y),\\y'=\psi (x,y).\end{cases}}}
Наприклад, щоб знайти образ точки {\displaystyle A(-2;\,4)} за перетворення площини {\displaystyle {\begin{cases}x'=x+y-3,\\y'=2x+3y+4\end{cases}}} потрібно змінити у цих рівняннях {\displaystyle x} та {\displaystyle y} числами {\displaystyle -2} та {\displaystyle 4} відповідно: {\displaystyle {\begin{matrix}x'=-2+4-3=-1,\\y'=2(-2)+3\cdot 4+4=12.\end{matrix}}} Таким чином, точка {\displaystyle A(-2;\,4)} переходить у точку {\displaystyle B(-1;\,12).} Щоб віднайти зворотне перетворення, потрібно вирішити систему відносно {\displaystyle x} та {\displaystyle y}, тобто: {\displaystyle {\begin{cases}x=3x'-y'+13,\\y=-2x'+y'-10\end{cases}}\quad \Rightarrow \quad {\begin{cases}x=3(-5)-4+13=-6,\\y=-2(-5)+4-10=4.\end{cases}}} Таким чином, {\displaystyle M(-6;\,4)} переходить у точку {\displaystyle N(-5;\,4).}
Функції {\displaystyle \varphi } та {\displaystyle \psi } не можна обирати довільно - вони повинні задовольняти умові бієктивності відображення {\displaystyle (x,y)\to (\varphi (x,y);\,\,\psi (x,y)).} Це значить, що вони повинні бути визначені для усіх пар {\displaystyle (x;\,y)} та, з іншого боку, для будь-якої пари чисел {\displaystyle (a';\,b')} повинна бути визначена пара чисел {\displaystyle (a;\,b)} така, що
{\displaystyle \varphi (a;\,b)=a'\quad \quad \psi (a,b)=b'.}
Наприклад, функції {\displaystyle {\begin{cases}x'={\sqrt {x+y}},\\y'={\sqrt {x-y}}\end{cases}}} не задають перетворення площини, оскільки визначенні за умов, що {\displaystyle x+y\geq 0} та {\displaystyle x-y\geq 0.}
За геометричного перетворення {\displaystyle \varphi } кожна геометрична фігура {\displaystyle \Phi }, яка називається прообразом, переходить у геометричну фігуру {\displaystyle \Phi ',} яка називається її образом за перетворення {\displaystyle \varphi }. Можно подогнать начертательную геометрию.
Геометричне перетворення {\displaystyle \varphi } називається переміщенням (ізометрією) площини, якщо воно не змінює відстаней між точками площини. Іншими словами, {\displaystyle \varphi } є переміщенням площини, якщо для будь-яких двох точок площини {\displaystyle A} та {\displaystyle B} виконується рівність {\displaystyle |A'B'|=|AB|,}  де {\displaystyle A'} образ точки {\displaystyle A,} a {\displaystyle B'} - образ точки {\displaystyle B} за цього переміщення, тобто {\displaystyle A'=\varphi (A),\,\,B'=\varphi (B).}
Нехай {\displaystyle \varphi } та {\displaystyle \psi } - два переміщення площини. Оскільки вони не змінюють відстаней між точками площини, то їхня композиція залишає ці відстані незмінними. Відповідно, композиція двох переміщень є переміщенням. Якщо переміщення {\displaystyle \varphi } не змінює відстаней між точками площини, то й {\displaystyle \varphi ^{-1}} також є переміщенням. Таким чином, переміщення площини утворюють групу.
Фігура {\displaystyle \Phi '} називається конгруентною плоскій фігурі {\displaystyle \Phi }, якщо існує переміщення {\displaystyle \varphi }, яке відображає {\displaystyle \Phi } на {\displaystyle \Phi '}, тобто таке, що {\displaystyle \varphi (\Phi )=\Phi '.} Відношення конгруентності рефлексивне, симетричне й транзитивне, а відтак воно є відношенням еквівалентності, яке розшаровує сукупність усіх геометричних фігур на класи еквівалентності. Осьова симетрія є прикладом переміщення площини. Композиція двох осьових симетрій відносно прямих {\displaystyle l} та {\displaystyle m}, що перетинаються, є поворотом площини. Якщо замінити прямі {\displaystyle l} та {\displaystyle m} іншими прямими {\displaystyle p} та {\displaystyle q,} які перетинаються у тій самій точці {\displaystyle O} й утворюють той самий кут {\displaystyle \alpha } (відлічуваний від {\displaystyle p} до {\displaystyle q}), то отримається поворот навколо тієї самої точки на той самий кут, тобто {\displaystyle S_{m}S_{l}=S_{q}S_{p},} де {\displaystyle S} - геометричне перетворення відносно осей, вказаних індексом. Будь-який поворот навколо точки {\displaystyle O} можна представити у вигляді композиції двох осьових симетрій. Для цього достатньо провести через цю точку прямі {\displaystyle l} та {\displaystyle m} із кутом між ними {\displaystyle \alpha /2,} де {\displaystyle \alpha } - кут повороту, і зробити симетрії {\displaystyle S_{l}} та {\displaystyle S_{m}.} Композиція осьової симетрії {\displaystyle S_{l}} й паралельного перенесення {\displaystyle {\vec {a}}\neq {\vec {0}}} у напрямку, пралельному осі {\displaystyle l}, називається переносною симетрією. Таким чином, будь-яке переміщення площини є або паралельним перенесенням, або поворотом, або осьовою симетрією, або переносною симетрією (теорема Шаля).
Тотожне перетворення площини переводить кожну фігуру у себе. Для декотрих фігур існують й інші переміщення, які суміщають фігуру із собою. Наприклад, трапеція із рівними сторонами суміщається із собою за осьової симетрії відносно прямої, яка сполучає середини її основ, а паралелограм - за центральної симетрії відносно його центру. Для прямокутника є чотири таких переміщення: тотожне перетворення, дві осьові симетрії й центральна симетрія. Так само чотири переміщення суміщають із собою ромб. Тільки для прямокутника осями симетрії є прямі, які сполучають середини протилежних сторін, а для ромбу - його діагоналі. Квадрат комбінує у собі симетрії ромба й прямокутника, сукупність його самосуміщень складається із восьми елементів: повороти центру на кути 0, 90, 180 й 270 градусів й симетрії відносно чотирьох осей. У окружності незліченна кількість самосуміщень - вона переходить у себе за будь-якого повороту навколо центру й за будь-якої осьової симетрії відносно прямої, яка проходить через її центр. Для будь-якої фігури сукупність її самосуміщень утворює групу перетворень, яка називається групою самосуміщень. Це слідує з того, що якщо перетворення {\displaystyle \varphi } та {\displaystyle \psi } переводять фігуру {\displaystyle \Phi } у себе, то їх композиція {\displaystyle \varphi \circ \psi } переводить {\displaystyle \Phi } у {\displaystyle \Phi }. Точно так само якщо {\displaystyle \varphi } переводить {\displaystyle \Phi } у себе, то тією ж властивістю наділене й зворотне перетворення {\displaystyle \varphi ^{-1}.} Групи самосуміщень скінченних фігур складаються лише з обертань та осьових симетрій.
Фігури, які мають поворотні симетрії, можна отримати, згинаючи лист паперу й прорізаючи його ножицями. Наприклад, якщо узяти квадратний лист паперу, скласти його по діагоналі, потім скласти отриманий рівнобедрений трикутник по висоті, а новий трикутник ще раз скласти навпіл та зробити розріз, який прорізає усі шари паперу, то отримається витинанка у формі, який має назву розетка.
У кристалографії важливу роль відіграє вивчення груп самосуміщень кристалічних ґраток. Їх перелічив Євграф Федоров, і тому їх називають федорівськими групами.

## Пов'язані визначення
Коли елементи групи неперервно залежать від якихось параметрів, то група називається неперервною, або групою Лі. Також кажуть, що група Лі — це група, множина елементів якої утворює гладкий многовид. Множина {\displaystyle G} гладких перетворень многовиду {\displaystyle M} у себе називається групою, якщо:
- разом із будь-якими двома перетвореннями {\displaystyle g,h\in G} композиція {\displaystyle g\circ h} належить {\displaystyle G} (запис {\displaystyle g\circ h} означає, що спочатку застосовується {\displaystyle h,} а потім {\displaystyle g})
- разом із будь-яким {\displaystyle g\in G} зворотне перетворення {\displaystyle g^{-1}} також належить {\displaystyle G.}

З цих умов слідує, що кожна група містить тотожне перетворення (ідемпотент) {\displaystyle e.}
Наприклад, обертання твердого тіла навколо початку координат утворюють компатну групу Лі {\displaystyle SO(3)} із двусторонньою інваріантною метрикою.
Дифеоморфі́зм — взаємно однозначне і неперервно диференційовне відображення гладкого многовиду в гладкий многовид, обернене до якого теж є неперервно диференційовним. Дифеоморфізми декотрої області {\displaystyle M}, які зберігають елемент об'єму, утворюють групу Лі (див. Гідродинаміка).
За допомогою груп Лі як груп симетрії знаходяться розв'язки диференціальних рівнянь.

## Застосування
Теорія груп має широку область застосування в математиці, фізиці, хімії та в прикладних галузях, наприклад, в комп'ютерній графіці, криптографії тощо.
Серед розділів математики, в яких застосовується теорія груп, геометрія і топологія, теорія чисел, теорія диференціальних рівнянь та інші.
У фізиці важливу роль відіграє поняття симетрії. Сукупність операцій симетрії складає групу. На основі вивчення цієї групи можна робити важливі висновки про властивості фізичних об'єктів. Наприклад, теорема Нетер встановлює той факт, що кожній симетрії відповідає певний закон збереження. Так, закон збереження енергії є результатом однорідності часу, закон збереження імпульсу випливає із однорідності простору, а закон збереження моменту імпульсу із ізотропності простору. Інші фізичні симетрії не настільки очевидні. У квантовій теорії поля існує поняття калібрувальних перетворень, які відповідають фундаментальним симетріям світу елементарних частинок. Сукупність фундаментальних частинок за сучасними уявленнями гомоморфна групам матриць із родини SU(n).
В кристалографії та хімії важливе значення мають операції симетрії, які описуються точковими й просторовими групами. Вивчення цих груп важливе для класифікації та визначення властивостей мінералів та молекул. Групи симетрії визначають, наприклад, структуру оптичних спектрів, спектрів раманівського розсіяння тощо.

## Навчальні матеріали
- (укр.) Вступ до теорії груп на YouTube, Сергій Максименко (Інститут математики НАН України).

### Українською
- (укр.) Гаврилків В. М. Елементи теорії груп та теорії кілець. — І.-Ф.  : Голіней, 2023. — 153 с.
- (укр.) Голод П. І. Симетрія та методи теорії груп у фізиці (дискретні симетрії). — К. : Києво-Могилянська академія, 2005. — 215 с.
- (укр.) Голод П. І., Клімик А. У. Математичні основи теорії симетрії. — К. : Наукова думка, 1992. — 368 с. (укр.)

### Іншими мовами
- (англ.) John F. Humphreys. A Course in Group Theory. — Oxford Science Publications, 1996. — 296 с. — ISBN 978-0198534532.
- (англ.) Джозеф Ротман[en]. An Introduction to the Theory of Groups. — 4th. — Springer (Graduate Texts in Mathematics), 1994. — 532 с. — ISBN 978-0387942858.(англ.)
- (рос.) Вигнер Е. Теория групп и ее приложения к квантовомеханической теории атомных спектров. — М. : ИЛ, 1961. — 444 с.
- (рос.) Курош А. Г. Теория групп. — 3-е изд. — Москва : Наука, 1967. — 648 с. — ISBN 5-8114-0616-9.(рос.)
- (рос.) Хамермеш М. Теория групп и ее применение к физическим проблемам. — М. : Мир, 1966. — 588 с.
- (рос.) Хейне В. Теория групп в квантовой механике. — М. : ИЛ, 1963. — 522 с.
- (рос.) Холл М. Теория групп. — М. : ИЛ, 1962. — 468 с.